# 007 - Os Diamantes São Eternos
007 - Os Diamantes São Eternos  (Diamonds Are Forever, no título original em inglês) é um filme britânico de 1971 de acção e espionagem, o sétimo da série 007, dirigido por Guy Hamilton e produzido por Harry Saltzman e Albert R. Broccoli.
Baseado no livro homónimo de Ian Fleming, Sean Connery interpreta o papel do agente pela última vez após ter deixado o papel em On Her Majesty's Secret Service, de 1969, para George Lazenby.
James Bond faz-se passar por um traficante de diamantes numa rede de tráfico que tem início em África do Sul. Mais tarde descobre que é Blofeld o chefe da rede cujo objectivo é construir um satélite para destruir o mundo.

## Enredo
James Bond está à procura de Blofeld e, após perguntar a vários associados, chega a um sítio de operações plásticas. Encontra um homem mergulhado em lama pensando que é o chefe da SPECTRE. O homem levanta uma arma e aponta-a ao agente mas Bond reage e despeja sobre o ele uma grande quantidade de lama afogando-o. Blofeld apanha o agente juntamente com dois guardas. Blofeld pretendia tornar o homem da lama seu sósia, para confundir seus perseguidores. Bond domina a situação, prende Blofeld a uma maca e lança-o para uma poça de lama aquecida.
Pensando que o inimigo estaria morto, 007 concentra-se noutro assunto: o roubo de grandes quantidades de diamantes na África do Sul para contrabando. M ordena o agente a passar-se por um traficante chamado Peter Franks, entrar na rede e descobrir o cabecilha. Entretanto, dois homens, Mr. Kidd e Mr. Wind, estão a assassinar todos aqueles que entram em contacto com os diamantes roubados.
Bond, sob o disfarce de Franks, viaja a Amesterdão, nos Países Baixos, para se encontrar com um contacto na rede de contrabando, Tiffany Case. No apartamento dela, Case desconfia que Franks não seja realmente a pessoa que ela pensa que seja. Por isso, analisa secretamente as impressões digitais num copo de uísque que tinha oferecido ao agente. Porém não encontra nenhum problema. A impressão digital condiz com a de Peter Franks. Bond, ao telefone, agradece Q por ter criado a impressão digital de Franks com sucesso. O agente tinha colocado-a no seu polegar. Mas Q diz que Franks fugiu. Bond, para evitar o contacto entre o verdadeiro Franks e Case, ataca o contrabandista quando chega ao elevador do prédio onde estava instalado. Para evitar mais confusões, Case e Bond escondem os diamantes no corpo de Franks e viajam para Los Angeles, nos Estados Unidos.
À chegada, Bond encontra-se com Felix Leiter da CIA. O agente e o corpo, juntamente com os diamantes, são levados até um crematório no meio do deserto do Nevada onde o agente é quase queimado vivo por Kidd e Wind. Um outro contrabandista no cemitério afirma que os diamantes que estavam dentro do corpo de Franks (que foi cremado entretanto) eram falsos. Mais tarde, o agente diz a Leiter para ir buscar os diamantes a um comediante chamado Tree. Mas Kidd e Wind chegam primeiro e matam-no mas não encontram os diamantes enquanto que o agente joga no casino e encontra-se com Plenty O'Tool. Bond leva-a ao seu quarto para tentar fazer amor com ela mas um cúmplice de Case aguarda-o. Juntamente com três outros homens, o cúmplice agarra O'Tool e lançam-na para à piscina através da janela. Na realidade é Case que está à espera de Bond e quer convencê-lo a devolver os diamantes.Depois de fazerem amor, o agente diz-lhe para ir ao circo. Lá, Bond e Leiter vigiam-na.
Após um trabalho de contrabando sem sucesso, Case descobre a verdadeira identidade de Bond. Após ter sido salva de uma tentativa de assassinato no circo, ela aceita trabalhar com Bond para reaver os diamantes. Disfarçado de cientista, 007 entra num laboratório do milionário Willard White onde pensariam que seria o destino final dos diamantes. O agente repara na grande quantidade de diamantes e numa cassete a emitir uma marcha militar. Quando é descoberto, o agente foge através de um veículo espacial. De regresso a Las Vegas, após fazer amor com Tiffany no hotel de Willian White e ter descoberto que afinal é Blofeld que se fazia passar pelo milionário usando um disfarce para a voz, Bond ataca o inimigo, matando-o, mas verifica que é um outro sósia do chefe da SPECTRE. Bond vai até a casa de Willard onde este se encontra preso. Entretanto, Case é capturada pelo verdadeiro Blofeld. Com a ajuda de Willard, descobre-se que os diamantes foram usados para construir um satélite lançado ao espaço equipado com laser para destruir qualquer ponto na Terra através da emissão de altas radiações de grandes temperaturas.
O agente consegue localizar Blofeld numa plataforma petrolífera na baía da Califórnia. Lá, tenta trocar a cassete da marcha militar que afinal eram ordens codificados enviados ao satélite. Bond troca-a e dá-la Tiffany secretamente. Mas, mais tarde, o agente repara que afinal Case tinha voltado a trocar a cassete repondo a original. O agente tenta apanhar Blofeld que entretanto escapara para um minissubmarino que estava a ser içado. Bond apanha o controlador e nos comandos colide o minissubmarino com o centro de comunicações interrompendo assim um ataque do satélite sobre Washington.
Case e Bond estão num cruzeiro. Dois empregados entram no camarote mas Bond reconhece, através do cheiro de after-shave de Wind, que são dois assassinos: Kidd e Wind. O agente ataca-os, ata uma bomba a Wintd que deveria explodir para matar Bond e lança-o para o mar.
No filme Die Another Day último filme de Pierce Brosnan como 007 faz uma citação de 007 - Os Diamantes São Eternos aonde diamantes da África são contrabandeados pelo coronel da  Coreia do Norte Gustav Graves (Tao Sun Moon)   vividos por Toby Stephens e Will Yun Lee tenta construir um satélite Ícarus e o vilão fala para James Bond a seguinte frase "É senhor Bond…Os Diamantes são Eternos "

## Elenco
- Sean Connery - James Bond
- Jill St. John - Tiffany Case
- Charles Gray - Ernst Stavro Blofeld
- Lana Wood - Plenty O'Toole
- Bruce Glover - Mr. Wint
- Putter Smith - Mr. Kidd
- Jimmy Dean - Willard Whyte
- Bernard Lee - M
- Lois Maxwell - Miss Moneypenny
- Desmond Llewelyn - Q
- Norman Burton - Felix Leiter
- Bruce Cabot - Saxby
- Sammy Davis, Jr. - Como ele mesmo

## Produção
O ano de 1970 desafia os produtores Broccoli e Saltzman a mudar as características sociais de Bond. Após George Lazenby ter deixado o papel em On Her Majesty's Secret Service, os responsáveis pela franchise afirmam que os filmes do agente secreto teriam que ser alterados com a nova década para evitar a decadência. Uns afirmam que deveria voltar a filmar-se nos mesmos moldes de Goldfinger, o primeiro filme 007 a atingir o estatuto de blockbuster. Muitos afirmam que a maneira de ser de Bond enquanto cavalheiro e frequentador de clubes estão a ficar antiquados e revelem que o agente deveria ser mais "americano".
Os produtores chamam Richard Maibaum para escrever o argumento de Diamonds are Forever e o realizador Guy Hamilton, o mesmo do terceiro filme. Tal como no romance de Ian Fleming, a acção passa-se maioritariamente em Las Vegas, nos Estados Unidos. O argumentista repara que o vilão no romance é o irmão gémeo de Auric Goldfinger mas os produtores decidem alterar para Blofeld. Broccoli teve uma ideia para o filme sobre os clones de Blofeld e contrata Tom Mankiewicz para desenvolvê-la e reescrever o argumento.
Os produtores partem à procura de um actor para interpretar Bond nos Estados Unidos. John Gavin seria o próximo a suceder Lazenby. Porém a United Artists queria Sean Connery de volta mas os produtores não concordavam com a ideia. Por fim, as pressões por parte da United fizeram aceitar os produtores a contratarem o actor escocês por dois mihões de dólares e um direito de interpretar dois filmes. Sean viria a interpretar apenas um filme 007 e outro chamado The Offence. John Gavin é assim substituído e recebe na mesma hora o ordenado que fora contratado entre este e Broccoli. Jill St. John é escolhida para interpretar Tiffany Case – após uma primeira opção noticiada de Saltzman e Broccoli por Jo Ann Pflug, a bombshell morena lançada no ano anterior no filme MASH, que não foi adiante – Charles Gray, que tinha interpretado Henderson em You Only Live Twice, regressa para fazer o papel de Bolfeld; Lana Wood, por recomendação do argumentista, interpreta Plenty O'Toole. Jimmy Dean é escolhido para o papel do milionário Willard. Peter Smith recebe o papel do assassino Mr. Kidd e Bruce Glover é indicado para Mr. Wint.
Às 16h de 13 de fevereiro de 1971, termina o contrato de Sean Connery com os produtores, e o ator escocês deixa assim o seu legado na série do agente secreto.

## Local das filmagens
- Reino Unido - Cenas interiores nos Estúdios da Pinewood em Londres.
- Estados Unidos - Los Angeles e no deserto do Nevada.
- Países Baixos - Amesterdão.